# Loudetia
Loudetia es un género  de plantas herbáceas de la familia de las poáceas. Es originario de África, Madagascar y Sudamérica.

## Citología
Número de la base del cromosoma,  x = 6 y 12. 2n = 20, 24, 40 y 60.

## Especies
- Loudetia acuminata
- Loudetia ambiens
- Loudetia angolensis
- Loudetia annua
- Loudetia anomala